# Fußball-Bezirksklasse Schleswig-Holstein 1935/36
Die Fußball-Bezirksklasse Schleswig-Holstein 1934/35 war die dritte Saison der Fußball-Bezirksklasse Schleswig-Holstein im Sportgau Nordmark. Sie diente als eine von drei zweitklassigen Bezirksklassen als Unterbau der Gauliga Nordmark. Alle Staffelmeister dieser drei Unterbau-Spielklassen qualifizierten sich für eine spätere Aufstiegsrunde, in welcher zwei Aufsteiger zur Gauliga Nordmark ausgespielt wurden. Wiederum wurde die Spielzeit mittels zweier Staffeln ausgetragen. Statt wie bisher, A und B, benannte man sie nun in Staffel West und Staffel Ost um. Staffelmeister West wurde die SpVgg Fortuna Glückstadt. Den Titel in der Staffel Ost sicherte sich überaus souverän Gauliga Absteiger Borussia 03 Gaarden/Kiel. Da beschlossen wurde, die ehemals aus dem Bezirk Lübeck-Mecklenburg integrierten Vereine nach der Saison wieder dorthin zu versetzen, wurde es nötig, die Lücken mit insgesamt sechs Aufsteigern aus den Kreisklassen zu ergänzen. Absteigen mussten Neuling Heider SV 1925 und der SC Olympia 09 Neumünster.

## Geschichte
Die Spielklasse war 1935/36 erneut von regionalen Umstrukturierungen betroffen und wurde wiederum als Rundenturnier mit Hin-und-Rückspiel ausgetragen. Die Saison begann am 1. September 1935, das letzte Spiel kam am 17. Mai 1936 zur Austragung. Beide Staffelmeister, die SpVgg Fortuna Glückstadt sowie auch Borussia 03 Gaarden waren für die folgende Aufstiegsrunde zur Gauliga Nordmark 1936/37 qualifiziert. Keiner von beiden konnte sich jedoch durchsetzen. Beide wurden Gruppen-Zweiter hinter den favorisierten Vereinen aus dem Bezirk Gross Hamburg. Auch für die nächste Saison entschied man sich die Zweier-Staffel-Einteilung beizubehalten. Kennzeichen dieser Variante war es, die jeweiligen Vereine aus Kiel im Wechsel zwischen den Staffeln immer zu versetzen um deren Reise-Kilometer gerecht zu verteilen, da geographisch bedingt, spürbare Kilometer-Differenzen zu verzeichnen waren.

## Teilnehmer
Folgende Vereine wurden vor Saison-Beginn wieder in ihren zuvor angestammten Bezirk Lübeck-Mecklenburg relegiert:
- Oldesloer SV 1912
- Lübecker SV 1913
- Eutiner SV 08
- Post SV Lübeck

## Abschlusstabelle

### Staffel West / A
| Pl. | Verein                      | Sp. | S  | U | N  | Tore    | Quote | Punkte |
| --- | --------------------------- | --- | -- | - | -- | ------- | ----- | ------ |
| 1.  | SpVgg Fortuna Glückstadt    | 18  | 12 | 4 | 2  | 056:240 | 2,33  | 28:80  |
| 2.  | VfB Union-Teutonia Kiel     | 18  | 12 | 2 | 4  | 051:370 | 1,38  | 26:10  |
| 3.  | Preußen 09 Itzehoe (N)      | 18  | 9  | 5 | 4  | 042:270 | 1,56  | 23:13  |
| 4.  | VfR Neumünster 1910         | 18  | 10 | 3 | 5  | 049:410 | 1,20  | 23:13  |
| 5.  | VfB Kiel 1910               | 18  | 8  | 4 | 6  | 061:450 | 1,36  | 20:16  |
| 6.  | TSV Gut-Heil Neumünster (N) | 18  | 9  | 2 | 7  | 032:300 | 1,07  | 20:16  |
| 7.  | SC Comet Kiel 1912          | 18  | 4  | 5 | 9  | 033:430 | 0,77  | 13:23  |
| 8.  | SV Alemannia Wilster        | 18  | 5  | 1 | 12 | 037:610 | 0,61  | 11:25  |
| 9.  | Preußen-Germania Kiel (N)   | 18  | 4  | 3 | 11 | 032:540 | 0,59  | 11:25  |
| 10. | Heider SV 1925 (N)          | 18  | 1  | 3 | 14 | 032:630 | 0,51  | 05:31  |

| Legende |                                                               |
|         | Qualifikation für Aufstiegsrunde zur Gauliga Nordmark 1936/37 |
|         | Absteiger in die Kreisklassen                                 |
| (N)     | Aufsteiger aus den Kreisklassen                               |

## Abschlusstabelle

### Staffel Ost / B
| Pl. | Verein                   | Sp. | S  | U | N  | Tore    | Quote | Punkte |
| --- | ------------------------ | --- | -- | - | -- | ------- | ----- | ------ |
| 1.  | Borussia 03 Gaarden      | 18  | 15 | 2 | 1  | 071:220 | 3,23  | 32:40  |
| 2.  | KFV Kilia Kiel           | 18  | 11 | 3 | 4  | 050:290 | 1,72  | 25:11  |
| 3.  | Flensburger SV 08l       | 18  | 11 | 1 | 6  | 053:260 | 2,04  | 23:13  |
| 4.  | 1. SV Schleswig 06 a     | 17  | 7  | 4 | 6  | 040:320 | 1,25  | 18:16  |
| 5.  | ETSV Eintracht 1910 Kiel | 18  | 8  | 2 | 8  | 040:500 | 0,80  | 18:18  |
| 6.  | SC 1890 Friedrichsort    | 18  | 8  | 1 | 9  | 035:380 | 0,92  | 17:19  |
| 7.  | VfB Bordesholm 08 (N) a  | 17  | 4  | 5 | 8  | 033:450 | 0,73  | 13:21  |
| 8.  | Husumer FV 1918 (N)      | 18  | 5  | 2 | 11 | 029:440 | 0,66  | 12:24  |
| 9.  | Rendsburger BV 08        | 18  | 4  | 3 | 11 | 035:620 | 0,56  | 11:25  |
| 10. | SC Olympia 09 Neumünster | 18  | 4  | 1 | 13 | 026:640 | 0,41  | 09:27  |

| Legende |                                                               |
|         | Qualifikation für Aufstiegsrunde zur Gauliga Nordmark 1936/37 |
|         | Absteiger in die Kreisklassen                                 |
| (N)     | Aufsteiger aus den Kreisklassen                               |